# Beberibe (gemeente)
Beberibe is een gemeente in de Braziliaanse deelstaat Ceará. De gemeente telt 48.760 inwoners (schatting 2009).
De gemeente grenst aan Cascavel, Morada Nova, Russas, Palhano, Aracati, Fortim en Ocara.